# Božena Zelinková
Božena Zelinková (22. května 1869, Semtěš – 18. června 1936, Kolín) byla česká učitelka, publicistka a redaktorka, pracovnice v ženském hnutí (sufražetka) a ředitelka školy v Čáslavi. V roce 1908 se stala jednou ze tří historicky prvních kandidátek ve volbách do zemského sněmu.

## Životopis
Božena Zelinková se narodila 22. května 1869 v Semtěši v rodině učitele Josefa Zelinky a Anny roz. Hrabové. Některé zdroje uvádějí chybný den narození 21.
30 let působila v Čáslavi jako učitelka, později jako ředitelka dívčích škol. 12 let byla starostkou Zemské ústřední jednoty učitelek (ZÚJU) v Čechách. Od roku 1927 byla v penzi, žila v Kutné hoře, byla sekretářkou ZÚJU a redigovala Časopis učitelek. V Kutné Hoře bydlela v Roháčově ulici, čp. 251.

### Zemské volby 1908
Božena Zelinková byla jednou z prvních tří žen kandidujících ve volbách do zemského sněmu roku 1908. Spolu s ní kandidovala Karla Máchová a Marie Tůmová. Zelinková kandidovala za stranu státoprávně pokrokovou, radikálně pokrokovou a národně sociální. Kandidovala za obvod Německý Brod – Humpolec – Polná. Během kampaně odstoupila, i přesto však získala tři až pět hlasů. Františka Plamínková ke kandidatuře těchto třech žen napsala:
| „                                          | "České ženy promluvily! Poprvé zasáhly do ruchu volebního také jinak než jako pomocnice různých mužských kandidátů. Poprvé, protože tomu není ani rok, kdy zjistily, že mají dle stávajícího řádu volebního z roku 1861 nejen právo aktivní (voliti), ale též právo pasívní (volenou býti)." | “ |
| — F. Plamínková, Ženské kandidatury, s. 89 | |   |

## Dílo
- Schematismus českých učitelek v r. 1912. Roč. 1 – sestavila. Čáslav: J. Frengl, 1912
- Schematismus českých učitelek v r. 1913. Roč. 2 – sestavila. Čáslav: J. Frengl, 1913
- Průvodce mladé učitelky: rady a pokyny pro vstup do školní služby – upravila. Praha: ZÚJU, 1930